# 代顿 (华盛顿州)
代顿（英文：Dayton），是美国华盛顿州哥伦比亚县下属的一座城市。根据2000年美国人口普查，该市有人口2,655人。根据2010年美国人口普查，该市有人口2,526人。而2011年估计该市有2,509人。

## 外部連結
- （英文） 代顿商會（页面存档备份，存于）
- （英文） 代顿與哥倫比亞郡圖片